# Pungansaari
Pungansaari är en liten ö i Finland. Den ligger i sjön Päijänne och i kommunen Jämsä i landskapet Mellersta Finland, i den södra delen av landet, 190 km norr om huvudstaden Helsingfors. Öns största längd är 50 meter i öst-västlig riktning.